# 13e étape du Tour d'Espagne 2009

La treizième étape du Tour d'Espagne 2009 s'est déroulée le 12 septembre 2009 entre  Berja et Sierra Nevada sur 175 kilomètres. Cette étape est remportée par le Français David Moncoutié. Alejandro Valverde, conserve la tête du classement général.

## Parcours
C'est sans doute l'étape reine de la Vuelta 2009 : une étape très montagneuse avec de nombreux cols de 1re catégorie à franchir tout au long du parcours.

## Classement de l'étape
|    | Coureur            | Pays      | Équipe            | Temps           |
| -- | ------------------ | --------- | ----------------- | --------------- |
| 1  | David Moncoutié    | France    | Cofidis           | 5 h 09 min 22 s |
| 2  | Ezequiel Mosquera  | Espagne   | Xacobeo Galicia   | + 52 s          |
| 3  | Alejandro Valverde | Espagne   | Caisse d'Épargne  | + 1 min 16 s    |
| 4  | Robert Gesink      | Pays-Bas  | Rabobank          | + 1 min 16 s    |
| 5  | Ivan Basso         | Italie    | Liquigas          | + 1 min 16 s    |
| 6  | Samuel Sánchez     | Espagne   | Euskaltel-Euskadi | + 1 min 37 s    |
| 7  | Joaquim Rodríguez  | Espagne   | Caisse d'Épargne  | + 2 min 09 s    |
| 8  | Cadel Evans        | Australie | Silence-Lotto     | + 2 min 24 s    |
| 9  | Paolo Tiralongo    | Italie    | Lampre-NGC        | + 2 min 31 s    |
| 10 | Amaël Moinard      | France    | Cofidis           | + 3 min 37 s    |

## Classement général
|    | Coureur            | Pays       | Équipe            | Temps            |
| -- | ------------------ | ---------- | ----------------- | ---------------- |
| 1  | Alejandro Valverde | Espagne    | Caisse d'Épargne  | 51 h 12 min 38 s |
| 2  | Robert Gesink      | Pays-Bas   | Rabobank          | + 27 s           |
| 3  | Ivan Basso         | Italie     | Liquigas          | + 1 min 02 s     |
| 4  | Cadel Evans        | Australie  | Silence-Lotto     | + 1 min 23 s     |
| 5  | Samuel Sánchez     | Espagne    | Euskaltel-Euskadi | + 1 min 32 s     |
| 6  | Ezequiel Mosquera  | Espagne    | Xacobeo Galicia   | + 1 min 46 s     |
| 7  | Joaquim Rodríguez  | Espagne    | Caisse d'Épargne  | + 5 min 02 s     |
| 8  | Paolo Tiralongo    | Italie     | Lampre-NGC        | + 5 min 33 s     |
| 9  | Thomas Danielson   | États-Unis | Garmin-Slipstream | + 6 min 42 s     |
| 10 | Daniel Navarro     | Espagne    | Astana            | + 8 min 21 s     |

## Classements annexes
| Classement par points | Classement par points | Classement par points | Classement par points | Classement par points |
| Rang                  | Cycliste              | Pays                  | Équipe                | Pts                   |
| --------------------- | --------------------- | --------------------- | --------------------- | --------------------- |
|                       | André Greipel         | Allemagne             | Team Columbia-HTC     | 74                    |
| 2                     | Alejandro Valverde    | Espagne               | Caisse d'Épargne      | 68                    |
| 3                     | Robert Gesink         | Pays-Bas              | Rabobank              | 58                    |

| Grand Prix de la montagne | Grand Prix de la montagne | Grand Prix de la montagne | Grand Prix de la montagne | Grand Prix de la montagne |
| Rang                      | Cycliste                  | Pays                      | Équipe                    | Pts                       |
| ------------------------- | ------------------------- | ------------------------- | ------------------------- | ------------------------- |
|                           | David Moncoutié           | France                    | Cofidis                   | 160                       |
| 2                         | David de la Fuente        | Espagne                   | Fuji-Servetto             | 83                        |
| 3                         | Pieter Weening            | Pays-Bas                  | Rabobank                  | 60                        |

| Combiné | Combiné            | Combiné   | Combiné          | Combiné |
| Rang    | Cycliste           | Pays      | Équipe           | Pts     |
| ------- | ------------------ | --------- | ---------------- | ------- |
|         | Alejandro Valverde | Espagne   | Caisse d'Épargne | 11      |
| 2       | Robert Gesink      | Pays-Bas  | Rabobank         | 12      |
| 3       | Cadel Evans        | Australie | Silence-Lotto    | 21      |

| Classement par équipes | Classement par équipes | Classement par équipes | Classement par équipes | Classement par équipes |
| Rang                   | Pays                   | Équipe                 | Temps                  |                        |
| ---------------------- | ---------------------- | ---------------------- | ---------------------- | ---------------------- |
|                        | Caisse d'Épargne       | Espagne                | en 169 h 16 min 22 s   |                        |
| 2                      | Astana                 | Kazakhstan             | + 23 min 06 s          |                        |
| 3                      | Xacobeo Galicia        | Espagne                | + 21 min 27 s          |                        |

## Abandons
- Rinaldo Nocentini (AG2R La Mondiale)
- Franck Bouyer (BBox Bouygues Telecom)
- Simon Gerrans (Cervélo TestTeam)
- Dominique Rollin (Cervélo TestTeam)
- Sébastien Chavanel (La Française des jeux)
- Eros Capecchi (Fuji-Servetto)
- Davide Viganò (Fuji-Servetto)
- Tom Boonen (Quick Step)
- Óscar Freire (Rabobank)
- Björn Schröder (Team Milram)